# Koffi Fiawoo
Koffi Fiawoo (3 de outubro de 1969) é um ex-futebolista profissional togolês que atuava como atacante.

## Carreira
Koffi Fiawoo representou o elenco da Seleção Togolesa de Futebol no Campeonato Africano das Nações de 2000.